# 陳凱倫
陳凱倫（1957年12月14日—），台灣男藝人，童星出身。

## 經歷
陳凱倫為Rh血型，其出生後台大醫院為其進行台灣醫學史第一次男嬰Rh血型換血；8歲以童星身分進入演藝圈，主演過百部以上電視劇及電影。青年時國防部向學校借調，在三台聯播戲《寒流》中飾演一名鬥爭父母的小紅衛兵，成為其代表作品之一、並奠定在演藝圈終身志。爾後陸續拍過許多著名電影，如《大地勇士》、《皇天土》、《國父傳》、《你那好冷的小手》等。
陳凱倫13度入圍金鐘獎，3度獲獎。分別是第26屆廣播金鐘獎最佳主持人、第33屆廣播金鐘獎最佳綜藝節目獎、第43屆廣播金鐘獎最佳主持人，也曾1999年以民視 -非常生活，入圍金鐘獎最佳社會教育文化節目主持人。1993獲得中國文藝協會頒發中國文藝獎章的廣播主持獎。也於1990年代開始投入公益活動，加入大愛電視台成為慈濟人。2011年12月16日，二度受洗為基督徒（18歲時第一次受洗）。

## 爭議

### 獨子涉案
陳凱倫獨子陳銳2010年1月遭檢方發現加入竹聯幫天龍堂，於同月23日依強盜等罪將陳銳聲請羈押獲准2月13日，臺灣士林地方法院重開羈押庭，最後仍裁定將陳銳還押看守所。3月19日，士林地檢署偵查終結，依加重強盜罪嫌起訴，求處9年9個月重刑。士林地方法院晚間裁定，因仍有串證之虞，而且堅不吐實，繼續羈押3個月。5月17日，士林地方法院裁定20萬元交保，抗告駁回。高等法院二審，仍依結夥搶奪罪判處2年徒刑。2013年3月，最高法院駁回上訴，合議庭依結夥搶奪罪，判刑2年定讞，同年6月27日入監服刑。因表現良好，於2014年6月30日假釋出獄。

### 爭議言論
- 陳凱倫曾批評小S的刺青以及吳宗憲的言行讓小孩學壞。「我真的很擔心，青少年看到他們在節目裡這麼整人，也會學著在學校裡整同學、整老師，這對他們的身心發展一點好處也沒有。」[8]
- 2020年因為疫情關係搭乘大眾運輸工具都得配戴口罩，陳凱倫透露，在搭乘公車時，看到一位阿嬤忘了戴口罩看到司機一直想請阿嬤下車，陳凱倫便跟司機說：「你難道不能替她準備1個口罩嗎？」[9]

### 全裸寫真集事件
陳凱倫於1983年（當年26歲）推出寫真集《禁忌的迷惑》，在當時引起輿論撻伐，因而有了「小公雞」的外號。當時不但寫真集被查禁，電視台亦與之解約，形象大損。 

## 主持節目
- 台視《歡樂大書包》
- 台視《彩虹假期》（與檢場、姚黛瑋、馬世莉並列第二代主持人）
- 衛視中文台《C-club名人三溫暖》（與于美人共同主持）
- 民視《非常生活》
- 台視《金曲百老匯》（與林彥均主持）
- 台視《飛越彩虹那端：向國民歌后鳳飛飛致敬》（2012年2月15至16日22:00～01:00首播）
- 大愛電視《大愛會客室》
- 網路廣播節目《好好品歌詞》

## 戲劇
- 台視 周三劇場《碧綠山莊》 飾小順子
- 台視 周三劇場《王家客棧》 飾大柱子
- 台視 周三劇場《金針》 飾江順
- 台視 周三劇場《風雨故人來》 飾巴哈瓦
- 台視 周三劇場《茶葉販子》 飾李小虎
- 台視《彩鳳飛》 飾小葫蘆
- 1986年 華視《社會檔案》 棄而不捨  飾林國雄
- 2009年 大愛電視《真情伴星月》飾謝景貴
- 2013年 華視《金牌老爸》客串演出

## 電影
- 1986年國父傳
- 法網追蹤 (1977)
- 我伴彩雲飛 (1978)
- 大地勇士 (1980)
- 你那好冷的小手 (1980)
- 飛躍的彩虹 (1980)
- 飛越補習班 (1981)
- 皇天后土 (1981) ... 譚一奇
- 皇帝與太監 (1981)
- 神勇女煞星 (1982)

## 外部連結
- 陳凱倫No1的新浪微博
- 陳凱倫在互联网电影资料库（IMDb）上的資料（英文）（英文）
- 陳凱倫在香港影庫上的簡介
- 只要爸爸對了，一切都對了！ （页面存档备份，存于），朱學恒部落格
- 混蛋的父母，生出造反的兒子！，中時部落格